# Cairns Tennis International 2011
Il Cairns Tennis International 2011 (Australia F6 Futures 2011) è stato un torneo di tennis facente parte della categoria ITF Men's Circuit nell'ambito dell'ITF Men's Circuit 2011 e dell'ITF Women's Circuit nell'ambito dell'ITF Women's Circuit 2011. Il torneo si è giocato a Cairns in Australia dal 12 al 18 settembre su campi in cemento.

## Partecipanti WTA

### Teste di serie
| Nazionalità | Giocatrice         | Ranking* | Testa di serie |
| ----------- | ------------------ | -------- | -------------- |
| Australia   | Sally Peers        | 166      | 1              |
| Australia   | Olivia Rogowska    | 196      | 2              |
| Australia   | Isabella Holland   | 217      | 3              |
| Regno Unito | Melanie South      | 244      | 4              |
| Regno Unito | Emily Webley-Smith | 280      | 5              |
| Australia   | Casey Dellacqua    | 285      | 6              |
| Indonesia   | Ayu-Fani Damayanti | 286      | 7              |
| Turchia     | Pemra Özgen        | 301      | 8              |

- Ranking al 29 agosto 2011.

### Altre partecipanti
Giocatrici che hanno ricevuto una wild card:
- Azra Hadzic
- Ebony Panoho
- Brooke Rischbieth
- Belinda Woolcock

Giocatrici che sono passate dalle qualificazioni:
- Juan Ting-fei
- Julia Moriarty
- Samantha Murray
- Viktorija Rajicic
- Jessy Rompies
- Lavinia Tananta
- Remi Tezuka
- Rachel Tredoux

## Vincitori

### Singolare maschile
James Lemke ha battuto in finale  Benjamin Mitchell con il punteggio di 6–1, 4–6, 6–3

### Doppio maschile
Brydan Klein /  James Lemke  hanno battuto in finale  An Jae-sung /  Elbert Sie per  walkover

### Singolare femminile
Casey Dellacqua ha battuto in finale  Sandra Zaniewska con il punteggio di 6–4, 7–6(3)

### Doppio femminile
Ayu-Fani Damayanti /  Jessy Rompies hanno battuto in finale  Maria Fernanda Alves /  Samantha Murray con il punteggio di 6–3, 6–3